# Lolicon

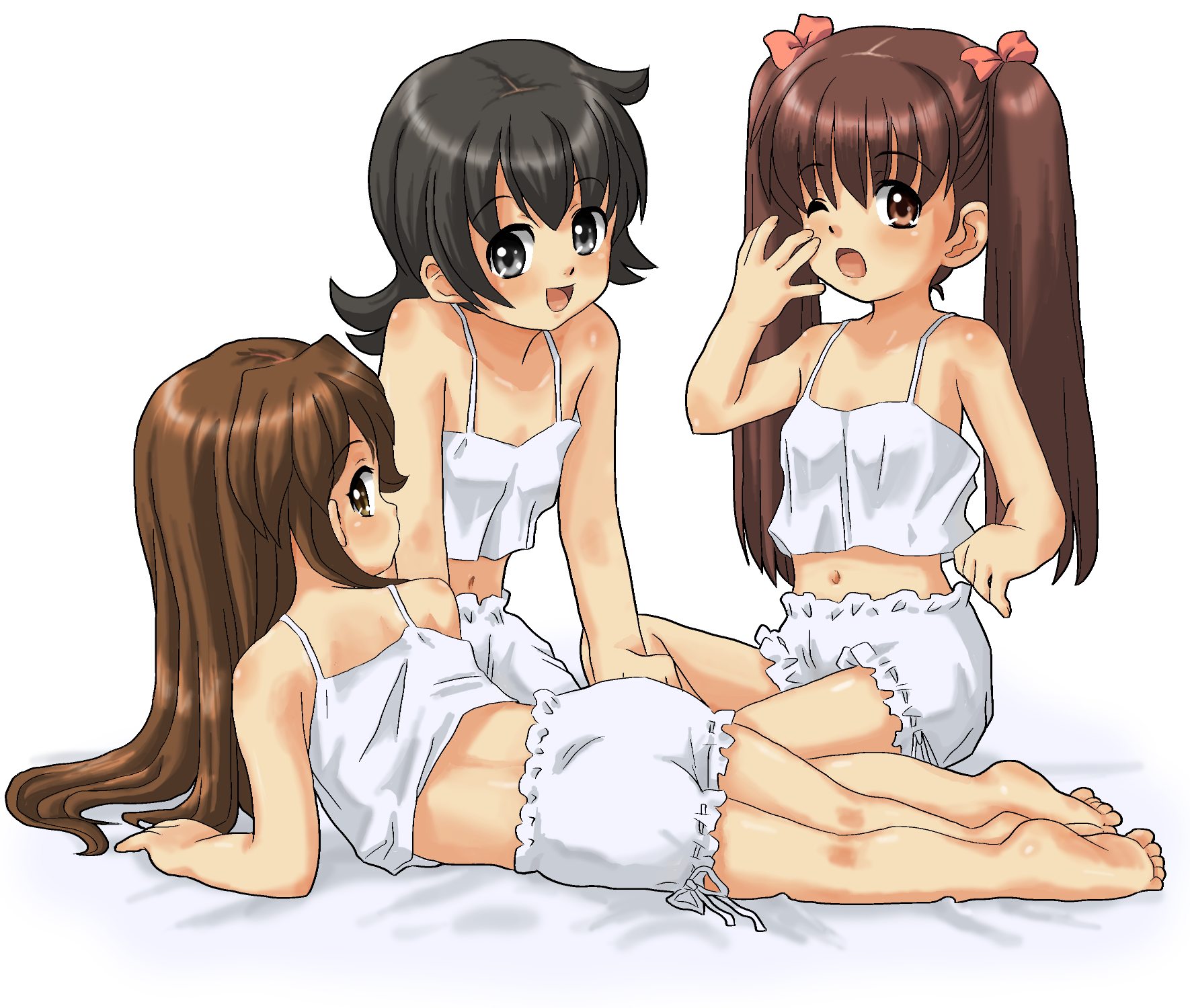
Lolicon-Darstellungen verbinden häufig kindliche Eigenschaften mit einem erotischen Unterton.

Lolicon (jap. ロリコン, rorikon) ist eine Abkürzung des Begriffs Lolitakomplex (ロリータ・コンプレックス rorīta konpurekkusu). Damit werden in Japan sowohl eindeutig sexuelle Darstellungen fiktiver minderjähriger Mädchen mit einem anscheinenden Alter von 8 bis 13 Jahren als auch die sexuelle Fixierung darauf bezeichnet, obwohl das in der Handlung angegebene Alter weit darüberliegen kann.
Der Begriff wird analog zu Shotacon verwendet, was die Fixierung auf minderjährige Jungen beschreibt.

## Etymologie
Das Wort leitet sich aus der Anlehnung an das Mädchen „Lolita“ aus dem gleichnamigen Roman von Vladimir Nabokov her. Personen, die sich zu fiktiven oder realen minderjährigen Mädchen hingezogen fühlen, wird ein pädophiler „Lolita-Komplex“ attestiert, der als eine psychische Störung angesehen wird. „Lolita-Komplex“ wird als „Lolicon“ abgekürzt, da in der japanischen Phonologie kein End-„m“, aber ein End-„n“ existiert. Andere ausländische Wörter, die auf „-m“ enden, werden oft auf die gleiche Weise verändert. Eine reine Transliteration des Wortes ist rorikon.
Die ursprüngliche Bedeutung des Wortes im Japanischen bezieht sich nicht nur auf Zeichnungen. „Loli“ bezeichnet nicht nur Manga, sondern jegliche Darstellungen von Mädchen, einschließlich Fotobildbände und Videos. Lolicon kann sich in der Umgangssprache auch auf Personen mit entsprechenden Neigungen beziehen.
In der westlichen Welt hat das Wort eine etwas abgewandelte Bedeutung, ähnlich anderen japanischen Wörtern wie Anime, Manga und Hentai. In diesem Fall bezeichnet Lolicon ein Genre von Hentai, Anime und Manga, welches sexuelle oder erotische Darstellungen von prä-pubertären Minderjährigen zeigt.

## Herkunft
Eine These zur Herkunft des Lolicon-Genres ist, dass durch das früher in Japan geltende Verbot, Schamhaar zu zeigen, viele Zeichner ihre Charaktere jung aussehen ließen und das Schamhaar einfach wegließen. Als das Verbot Anfang der 1990er Jahre aufgehoben wurde, hatte sich die Darstellung kleiner Mädchen (und Jungen) bereits zu einem eigenen Genre entwickelt und hat sich bis heute gehalten.

### Shotacon
Des Weiteren steht noch das Shotacon-Genre (Abbildungen minderjähriger Jungen bzw. die sexuelle Fixierung darauf) in Bezug zu Lolicon, ist aber eher das Gegenstück dazu als ein Subgenre. Wie in den Yaoi-Manga gibt es dort häufig homosexuelle Handlungen, die Leserschaft ist aber zumeist weiblich.

## Gesellschaft
Lolicon ist in Japan unter der Auflage aller pornographischen Medien (nicht jugendfrei, Zensierung der Geschlechtsteile etc.) frei verfügbar (siehe „Wandel der Zensur“).
Obwohl Japan einer der größten Lolicon-Produzenten und -Märkte der Welt ist, gibt es keine Hinweise darauf, dass die Zahl sexueller Übergriffe gegenüber Kindern dadurch erhöht würde.
Die Frage, ob Lolicon-Materialien die Hemmschwelle für Übergriffe auf Kinder herabsetzt oder im Gegensatz dazu eine Art Ersatzhandlung für das Ausleben des Lolicon-Fetisches  bzw. Pädophilie allgemein ist, ist nach wie vor Streitpunkt vieler Diskussionen zwischen Anhängern und Kritikern des Genres.
Der Queer-Theoretiker Yuu Matsuura argumentiert, dass zweidimensionale Charaktere nicht-menschliche "Artefakte" sind und dass das auf solche Charaktere gerichtete Begehren kein Begehren gegenüber Menschen ist. Matsuura bezeichnet die Marginalisierung von Fiktosexuellen oder Nijikon als "interpersonellen Sexualitätszentrismus"(taijin seiai chūshin shugi) und kritisiert, dass die Betrachtung von zweidimensionalem Lolicon als "Kinderpornografie" interpersonellen Sexualitätszentrismus darstellt.
Viele westliche Länder haben auch noch keine klare Definition oder Gesetze, die den Status solchen Materials regeln (siehe „Rechtliche Lage“).

## Wandel der Zensur

### Printmedien
Anzumerken ist, dass viele Dōjinshi, die auf Conventions verkauft werden, also keinen großkommerziellen Vertrieb haben, auf Zensur komplett verzichten. Dazu kommen „Underground“-Publikationen, die zumeist unter der Hand verkauft werden und von jeher die Zensur ignoriert haben. Da sich dies in gewisser Weise negativ auf die Verkaufszahlen „normaler“ Publikationen auswirkte, wurde der Grad der Zensur im Verlauf der Zeit immer weiter geschwächt und vermindert. Während Anfang der 90er Jahre noch ein großer, schwarzer Kreis die gesamte Lendengegend abdeckte (sehr selten auch ein Mosaik), bediente man sich im Lauf der Zeit schwarzer, weißer oder grauer Balken oder Kreise, die nur das „Wichtigste“ (Klitoris und Glans penis) verdeckten. Später wurden dann diese Balken halbdurchsichtig und so klein, dass man sie kaum noch erkannte. Mittlerweile wird die Zensur auch in Printmedien von größeren Verlagen weggelassen, z. B. einige Veröffentlichungen der Mangaka Nekogen, Ogawa Kanran und Hoshino Fuuta, obwohl das Gesetz zur Zensur immer noch gültig ist.

### Anime
Im Gegensatz zu den Printmedien wird in animierten Materialien fast ausschließlich mit Mosaiken gearbeitet, analog ist aber die Größe der Mosaike deutlich kleiner geworden, und auch die Mosaikdichte wurde verfeinert, so dass man bei gleicher Mosaikgröße mehr Details erkennen kann. Mittlerweile wird aber auch hier bereits in einigen Veröffentlichungen die Zensur gänzlich weggelassen.
Da sich zensierte Hentai außerhalb Japans schlecht verkaufen, wurden viele (besonders für den Vertrieb in Amerika gedachte) Filme unzensiert neu aufgelegt, die zum großen Teil von Japanern trotz Verbotes re-importiert wurden. Diese Verfahrensweise drängte die Produzenten dazu, den Grad der Zensur immer weiter herunterzusetzen.

### Computergrafik
Die geläufige Zensur von in Software eingebundenem Lolicon (Computer Graphics, abgekürzt CG) ist ebenfalls das Mosaik. Besonders in Erogē ist es von den Entwicklern üblich, die Bilder unzensiert ins Spiel einzubinden und erst zur Laufzeit ein Mosaik darüberzulegen. Diese Funktion konnte oft mit einem inoffiziellen Patch, den man sich aus dem Internet herunterladen konnte, abgestellt und die Zensur damit umgangen werden.
Mittlerweile wird sehr häufig Gmask zur Zensur verwendet. Ein bestimmter Bereich des Bildes wird für das menschliche Auge unkenntlich gemacht, in dem die Farben der Bildpunkte nach einem bestimmten Muster (Passwort) verändert werden. Diese Zensur kann rückgängig gemacht werden, wenn man das verwendete Passwort kennt. Dieser Vorgang ist vergleichbar mit dem Verschlüsseln von Archivdateien.

## Rechtliche Lage

### Deutschland
Pornografische Darstellungen, die den sexuellen Missbrauch von Kindern zum Gegenstand haben, unterliegen gemäß § 184b Abs. 1 StGB einem absoluten Verbreitungsverbot – auch wenn sie ein fiktives Geschehen zeigen. Sowohl das Verbreiten und Zugänglichmachen als auch entsprechende Vorbereitungshandlungen werden mit Freiheitsstrafe von drei Monaten bis zu fünf Jahren bestraft. Der Besitz von Darstellungen, die ein rein fiktives, nicht wirklichkeitsnahes Geschehen wiedergeben (vgl. § 184b Abs. 3 StGB), ist dagegen nicht rechtswidrig. Laut einigen der bekanntesten Anwalt- und Rechts-Portale ist dies so zu verstehen, dass fiktive Pornografie von Kindern und Minderjährigen, bei der es offensichtlich ist, dass es sich um rein fiktive Werke wie zum Beispiel Cartoons und Comics oder Anime und Manga handelt, in Deutschland weder strafrechtlich verfolgt werde noch rechtswidrig sei. Eine Ausnahme sei, wenn nicht ohne Weiteres erkennbar sei, ob es sich um eine computergenerierte Darstellung oder ein reales Geschehen handelt. Die Bundesregierung stellte bei dem Gesetzesentwurf ergänzend klar, dass der Straftatbestand „auf die Fälle beschränkt bleiben“ solle, „in denen durch Videofilm, Film oder Foto ein tatsächliches Geschehen wiedergegeben wird“. Demgegenüber sah sie bei „kinderpornographischen Romanen, Zeichnungen und Zeichentrickfilmen“ den Strafgrund der Regelung nicht als erfüllt an, weil deren Besitz nicht dazu beitrage, dass Kinder als „Darsteller“ bei pornographischen Aufnahmen missbraucht würden. Der Abschnitt „wirklichkeitsnah“ wurde später für fiktive Darstellungen aufgrund der rasanten technischen Fortentwicklung und Perfektionierung virtueller Darstellungen hinzugefügt.

### Andere Länder
In Japan sind gezeichnete Lolicon-Darstellungen legal, solange keine realen Kinder (z. B. Child Models) als Modell dienen. Seit 2000 wird zwischen Lolicon und Kinderpornographie eindeutig unterschieden, da letzteres klar illegal wurde.
Viele Länder haben eine nicht ganz eindeutige Rechtslage, was Lolicon angeht. So sind z. B. in Großbritannien, Kanada und den Niederlanden zwar „realistische Darstellungen von Kindern in sexuellen Handlungen oder Posen“ als „virtuelle Kinderpornographie“ verboten, aber inwiefern Lolicon unter diese Definition fällt, ist noch nicht genau geklärt – unter anderem, weil solche Fälle sehr selten vor Gericht verhandelt werden.
Im Februar 2005 wurde ein Mann aus Edmonton (Kanada) wegen Verdacht auf Import von Kinderpornographie verhaftet, da er 15 Lolicon-Bücher importieren wollte. Er wurde zu einer Geldstrafe und gemeinnütziger Arbeit verurteilt und für 5 Jahre in die Sexualstraftäter-Liste aufgenommen. Die kanadische Presse hat aber einige Gattungsbegriffe verwechselt oder sinnentstellt. So hieß es z. B. in der Edmonton Sun: „Anime ist illegal in Kanada, aber nicht illegal in Japan und den Vereinigten Staaten.“
In den USA wurde 2002 vom obersten Gerichtshof im Fall Ashcroft vs. Free Speech Coalition entschieden, dass Lolicon unter „Free Speech“ („Freie Rede“) falle und somit legal sei, da entsprechende Passagen des Child Pornography Prevention Acts (CPPA) von 1996 – insbesondere wegen des Verbots des Besitzes – für überzogen und verfassungswidrig befunden wurden. Kurz danach trat allerdings 2003 der PROTECT Act in Kraft, der erneut auch virtuelle Darstellungen von Kinderpornographie verbot, den Besitz jedoch ausklammerte. Darüber hinaus darf Lolicon auch produziert und verbreitet werden, wenn es „serious artistic value“, also echten künstlerischen Wert, besitzt. Was das aber genau heißt, bleibt weiterhin unklar.
Im April 2004 ist ein 53-jähriger Mann aus Richmond verurteilt worden, weil er sich Lolicon-Bilder an einem öffentlichen Rechner eines Arbeitsamtes angeschaut hat und dabei entdeckt wurde. Die Rechtslage ist damit jedoch nach wie vor unklar, da auch echte Kinderpornografie unter den Bildern auf dem Computer gefunden wurde.